# 石川県医師会
公益社団法人石川県医師会（こうえきしゃだんほうじんいしかわけんいしかい、英称 Ishikawa Medical Association）は、石川県の医師を会員とする公益社団法人である。

## 本部所在地
- 石川県金沢市鞍月東2丁目48番地
  - 本部ビルは「石川県医師会・日赤共同ビル」の名称で、日本赤十字社石川県支部と共有している。

## 郡市医師会
- 金沢市医師会 - 金沢市
- 加賀市医師会 - 加賀市
- 小松市医師会 - 小松市　小松市医師会附属小松准看護学院を運営している。
- 能美市医師会 - 能美市、能美郡川北町
- 白山ののいち医師会 - 白山市、野々市市
- 河北郡市医師会 - かほく市、河北郡内灘町、同郡津幡町
- 羽咋郡市医師会 - 羽咋市、羽咋郡宝達志水町、同郡志賀町
- 七尾市医師会 - 七尾市、鹿島郡中能登町　七尾看護専門学校を運営している。
- 能登北部医師会 - 輪島市、珠洲市、鳳珠郡穴水町、同郡能登町

## 関連団体
- 石川県医師会臨床検査センター
- 石川県医師国民健康保険組合
- 石川県医師協同組合
- 石川県医師信用組合
- 石川県医師連盟
- 石川県医療在宅ケア事業団
- 有限会社アイエム
  - 石川県医師会臨床検査センター以外の各団体の所在地は上記の石川県医師会・日赤共同ビル内にある。